# Въведение Богородично (Драма, ΧΙΧ век)
Вижте пояснителната страница за други значения на Въведение Богородично.
„Въведение Богородично“, известна като Старата митрополия (на гръцки: Εισόδια της Θεοτόκου, Παλαιάς Mητροπόλεως), е православна църква в македонския град Драма, Егейска Македония, Гърция. Църквата е бивш катедрален храм на Драмската епархия.

## История
Сградата е изградена на мястото на византийска или раннопоствизантийска църква, обновена изцяло в 1721 година от епископ Партений Драмски. Това обновяване е известно от мраморна плоча вградена в съседната митрополитска сграда. От ръкописна литургия от 1735 година, пазена в олтара, се разбира, че пръв ктитор на храма е епископ Фотий Филипийски, което означава, че храмът е отпреди 1300 година, когато Драма е отделена от Филипийската митрополия. Храмът е описан в началото на XVIII век от френския пътешественик Пол Люка. След разрушително земетресение от 1829 година, храмът е изцяло обновен в 1834 година – до 1975 година на западната фасада на храма има надпис:
| „ | 1834 ΦΙΛΙΠΠΩΝ ΔΡΑΜΑΣ ΓΕΡΜΑΝΟΣ ΚΤΗΤΟΡ | “ |

Според Асен Василиев строител на църквата е Янкул Силянов.

## Архитектура
В архитектурно отношение храмът представлява типичната за епохата трикорабна базилика с двускатен покрив, външно скромен. В двора има чешма и мраморно корито. Входовете на храма са два – един от запад и един от север. Трета врата води до женската църква и камбанарията, построена през 1893 година. Малка врата води от светилището на изток към двора.
Вътрешността е разделена на три кораба от два реда по седем колони. Запазени са ценен резбован иконостас от началото на XIX век, владишки трон, амвон и проскинитарии. Има забележителни икони от 1850, 1864, 1865 и 1871 година. Автори са Серги Георгиев от Неврокоп, Антим от Неврокоп и Димитър Неделчев от Каракьой. Една икона на Свети Спиридон на владишкия трон е на Яков Николай: χειρ Ιακώβου Ν. Μελενικίω ετος αων' (= 1850). В апсидата е запазен стенопис, изобразяващ свалянето от кръста, дело на Димитър Неделчев, подписал се в долната част на стенописа. Ценно ръкописно евангелие е отнесено от българските войски в 1917 година и днес се пази в Националната библиотека „Св. св. Кирил и Методий“.
В 1971 година е разрушена предната част на църквата, за да се вижда новата катедрала. В 1975 година църквата е обявена за защитен паметник на културата.